# 1979年至1980年香港甲組足球聯賽
1979–80年香港甲組足球聯賽（英語：Hong Kong First Division Football League），是第 69 屆香港甲組足球聯賽，本屆聯賽共有 12 隊參賽球隊，冠軍是精工，他們以 22 場 18 勝 3 和 1 合共取得 39 分。精工隊第 4 次贏得港甲冠軍。

## 外部連結
- 香港足球總會官網（页面存档备份，存于）
- 香港甲組足球聯賽 歷屆冠軍（页面存档备份，存于）